# Shaun O’Brien
Shaun William O’Brien (* 31. Mai 1969) ist ein ehemaliger australischer Radrennfahrer.
1990 errang Shaun O’Brien bei den Commonwealth Games in Auckland zwei Silbermedaillen: im Scratchrennen über zehn Meilen auf der Bahn sowie in der Mannschaftsverfolgung (mit Brett Aitken, Stephen McGlede und Darren Winter). Bei den UCI-Bahn-Weltmeisterschaften 1991 in Stuttgart errang er die Bronzemedaille in der Mannschaftsverfolgung, gemeinsam mit Aitken, McGlede und Stuart O’Grady. In derselben Zusammensetzung errang die australische Mannschaft bei den Olympischen Spielen in Barcelona die Silbermedaille in der Mannschaftsverfolgung. 1993 belegte O’Brien, der wie Goldmedaillengewinner Brett Lancaster für den Shepparton Cycling Club fuhr, bei der australischen Meisterschaft im Zweier-Mannschaftsfahren mit David McKenzie Platz drei.